# Missirah (Toubacouta)
Pour les articles homonymes, voir Missirah.
Missirah est un village du Sénégal situé au sud-ouest du pays, dans le Sine-Saloum. Il fait partie de la commune de Toubacouta, le département de Foundiougne et la région de Fatick. 
Port de pêche animé, il se trouve en bordure de la forêt de Fathala, aux portes du Parc national du delta du Saloum et non loin de l'Aire marine protégée de Bamboung. Il est également célèbre pour son fromager millénaire, le plus grand du Sénégal, dit-on, avec ses quelque 30 m de circonférence et son allure impressionnante.
Lors du dernier recensement (2002), la localité comptait 1 704 habitants et 193 ménages.